# Canne (Belgique)
Pour les articles ayant des titres homophones, voir Canne, Cannes, Cane, Kann et Kahn.
Canne ou Cannes (en néerlandais : Kanne) est un village de la province de Limbourg, en Belgique.  et section de la commune de Riemst, située en Région flamande. C'était une commune à part entière avant la fusion des communes de 1977. Situé entre le canal Albert et la Meuse il borde la frontière entre le Pays-Bas et la Belgique.

## Histoire
Le nom du lieu, écrit Cannes, est mentionné dans un document datant de 965[réf. nécessaire]. Le nom du village est ensuite mentionné, sous différentes formes, à partir de 1079 : apud Kannen puis Chanaphia (1157), Cheneffe (1181), Canne (1193), Canefia (1193)[réf. nécessaire].
Les deux parties du village, Opkanne et Neerkanne, fusionnèrent en 1843. Une partie de Neerkanne, qui inclut l'ancien château des seigneurs de Neercanne, resta dans les Pays-Bas et fut incorporée à la municipalité néerlandaise de Wolder.
Durant la guerre froide, en période de crise, le Quartier général du NORTHAG aurait dû être transféré au JOC (Joint Operations Center), un complexe de bunkers construit dans une carrière dans la montagne Saint-Pierre, utilisé jusqu'en 1990. Son personnel en temps de paix n'était que d'une vingtaine de personnes. Ce chiffre augmentait à deux cents en temps de crise.

## Démographie

### Évolution démographique
- Sources : INS, Rem. : 1831 jusqu'en 1970 = recensements, 1976 = nombre d'habitants au 31 décembre[3].

## Patrimoine
- Le Château de Neercanne, à l'extérieur du village, se trouve en fait aux Pays-Bas
- Grottes de Canne[4]
- Le Pont de Canne enjambe le canal Albert
- La 'Jezuïetenberg' est un réseau de galeries de carrières de marne, décorée d'œuvres artistiques

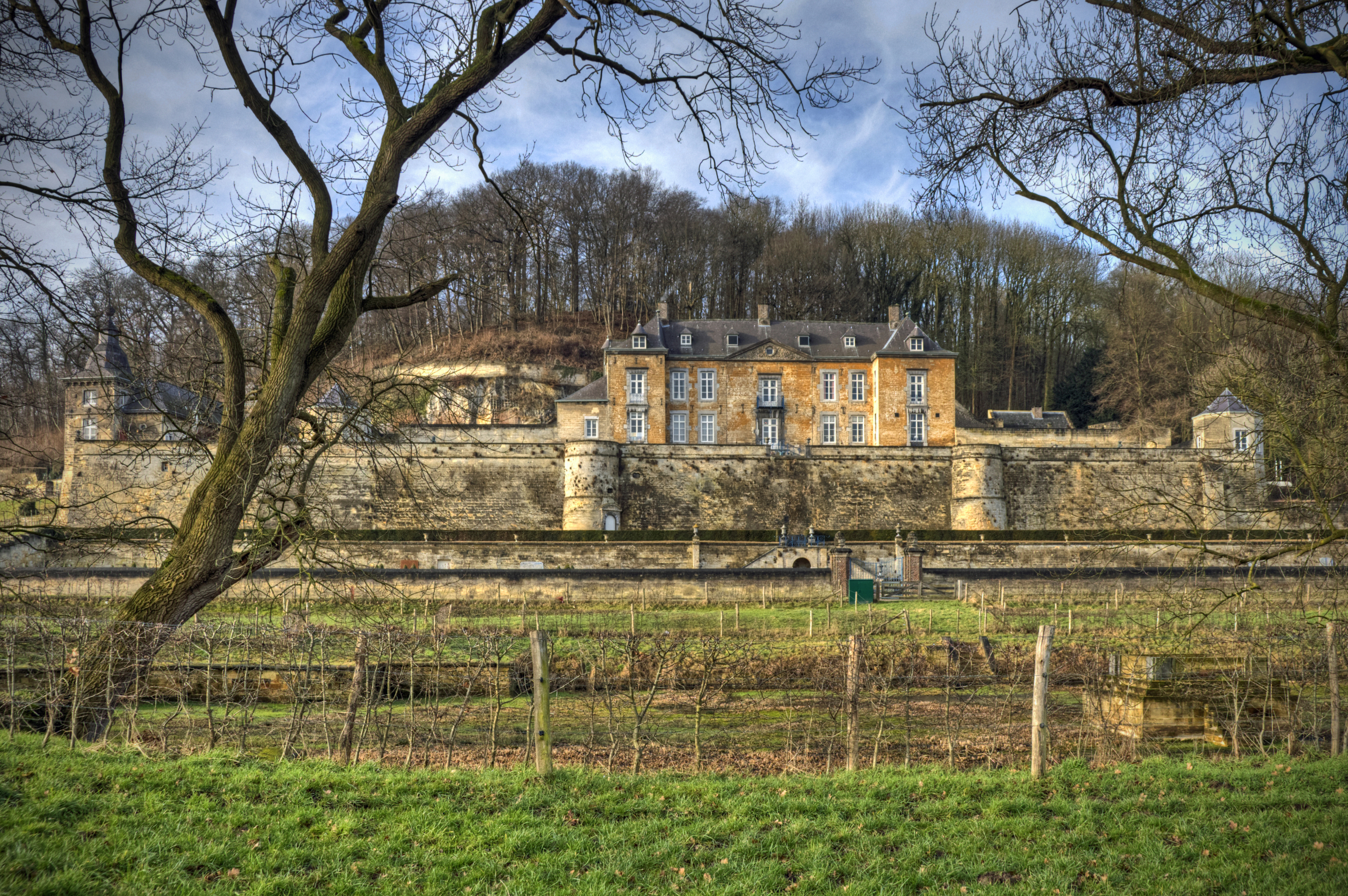
Château de Neercanne à Maastricht, près de Canne
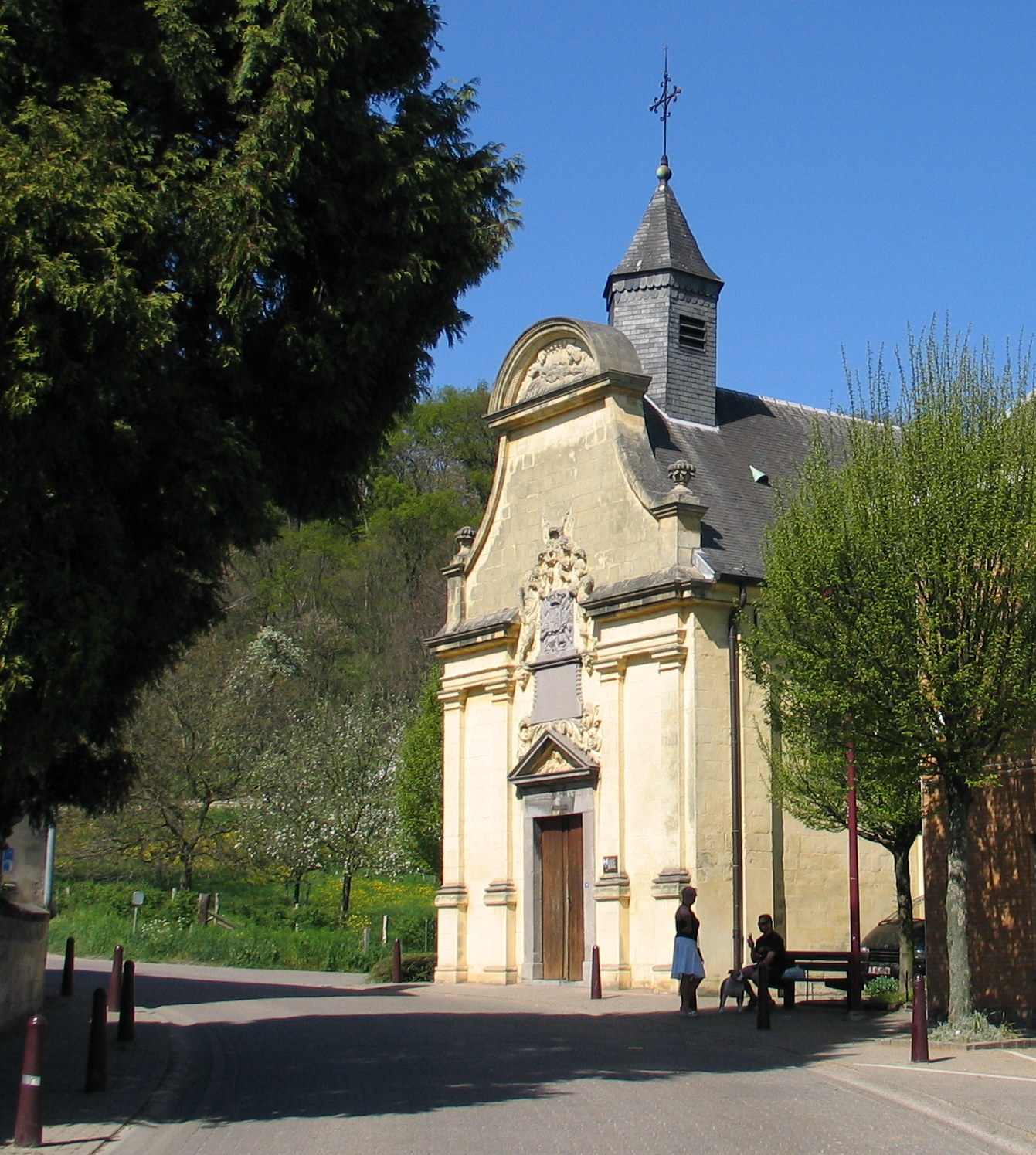
Chapelle du Saint-Sépulcre
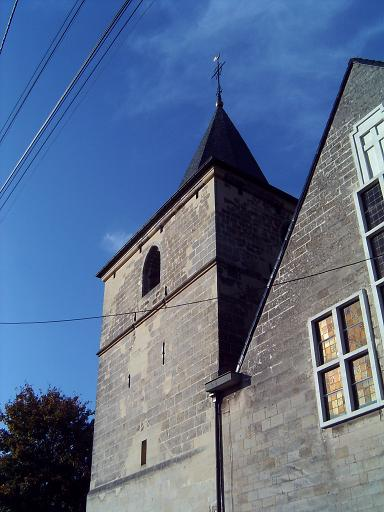
Église de Saint-Hubert
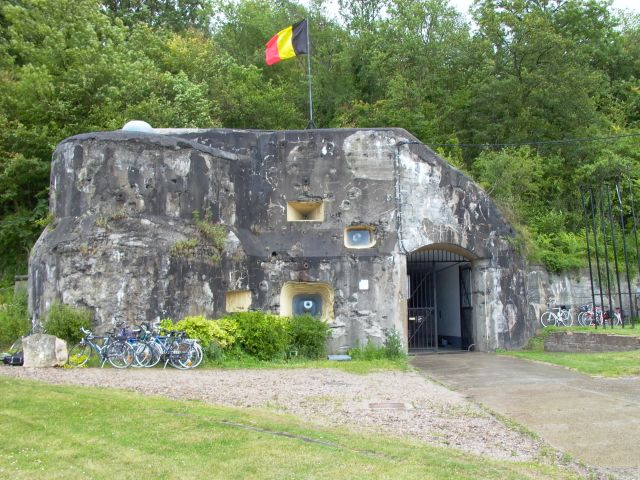
Forteresse Eben-Emael
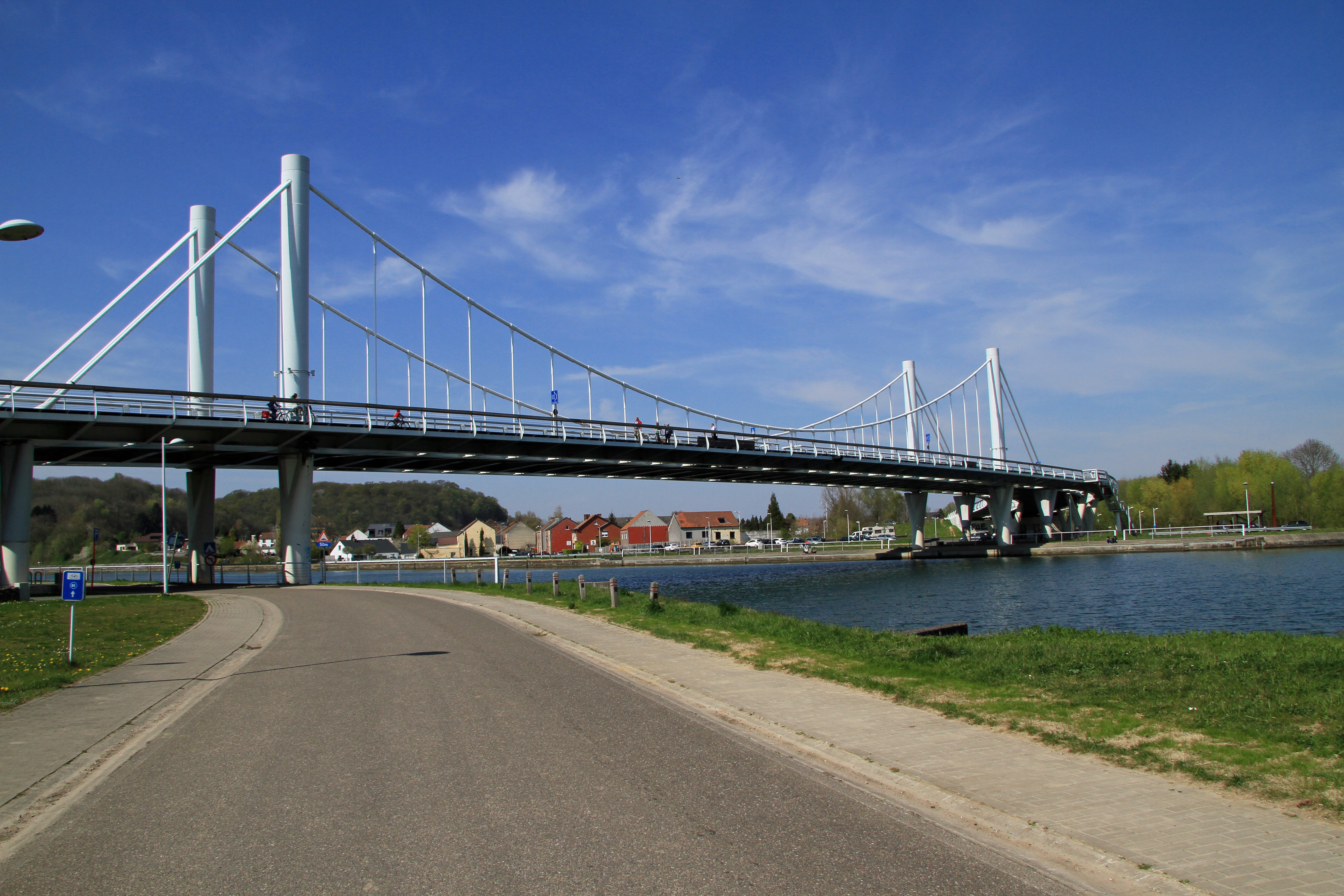
Pont de Kanne